# Stadium Municipal
Stadium Municipal (ook bekend als Stadium of Stade de Toulouse) is een stadion in Toulouse. Het wordt vooral gebruikt voor de thuiswedstrijden voor de plaatselijke voetbalclub Toulouse FC. Het stadion is gebouwd in 1937 en heeft na een twee grootschalige renovaties in 1949 en 1997 een capaciteit van 36.550 toeschouwers.
Het stadium bevindt zich op een riviereiland in de bedding van de Garonne, het Île du Grand Ramier vlak ten zuiden van het stadscentrum bevat naast het grote stadion eveneens een groot openluchtzwembad en een tentoonstellingspark.
Het stadion is gebruikt voor twee wereldkampioenschappen voetbal, namelijk die van 1938 en 1998. Ook werd het stadion gebruikt voor een Europees kampioenschap, in 2016.
Naast voetbal wordt het stadion ook gebruikt voor rugby. De plaatselijke rugbyclub Stade Toulousain speelt soms in Stadium Municipal. Er zijn twee wedstrijden voor het wereldkampioenschap rugby 1999 gespeeld en er werden vier wedstrijden voor het wereldkampioenschap rugby 2007 gespeeld in Stadium Municipal.

## Toernooioverzicht
| №  | Datum        | Wedstrijd                | Uitslag | Competitie             | Toeschouwers |
| -- | ------------ | ------------------------ | ------- | ---------------------- | ------------ |
| 1  | 5 juni 1938  | Cuba – Roemenië          | 3 – 3   | WK 1938 1e ronde       | 7.000        |
| 2  | 9 juni 1938  | Cuba – Roemenië          | 2 – 1   | WK 1938 1e ronde       | 8.000        |
| 3  | 11 juni 1998 | Kameroen – Oostenrijk    | 1 – 1   | WK 1998 Groepsfase (B) | 33.460       |
| 4  | 14 juni 1998 | Argentinië – Japan       | 1 – 0   | WK 1998 Groepsfase (H) | 33.400       |
| 5  | 18 juni 1998 | Zuid-Afrika – Denemarken | 1 – 1   | WK 1998 Groepsfase (C) | 33.300       |
| 6  | 22 juni 1998 | Roemenië – Engeland      | 2 – 1   | WK 1998 Groepsfase (G) | 33.500       |
| 7  | 24 juni 1998 | Nigeria – Paraguay       | 1 – 3   | WK 1998 Groepsfase (D) | 33.500       |
| 8  | 29 juni 1998 | Nederland – Joegoslavië  | 2 – 1   | WK 1998 Achtste finale | 33.500       |
| 9  | 13 juni 2016 | Spanje – Tsjechië        | 1 – 0   | EK 2016 Groepsfase (D) | 29.400       |
| 10 | 17 juni 2016 | Italië – Zweden          | 1 – 0   | EK 2016 Groepsfase (E) | 29.600       |
| 11 | 20 juni 2016 | Rusland – Wales          | 0 – 3   | EK 2016 Groepsfase (B) | 28.840       |
| 12 | 26 juni 2016 | Hongarije – België       | 0 – 4   | EK 2016 Achtste finale | 38.921       |

Stade du Fort Carré (Antibes) · Stade Vélodrome (Marseille) · Stade Municipal (Le Havre) · Stade Victor Boucquey (Lille) · Stade olympique Yves-du-Manoir (Parijs) · Parc des Princes (Parijs) · Stade Auguste-Delaune (Reims) · Stade de la Meinau (Straatsburg) · Parc Lescure (Bordeaux) · Stade Chapou (Toulouse)
Stade de France (Saint-Denis) · Stade Vélodrome (Marseille) · Parc des Princes (Parijs) · Stade Bollaert-Delelis (Lens) · Stade de Gerland (Lyon) · Stadium de Toulouse (Toulouse) · Stade Geoffroy-Guichard (Saint-Étienne) · Parc Lescure (Bordeaux) · Stade de la Mosson (Montpellier) · Stade de la Beaujoire (Nantes)
Stade Raymond-Kopa (Angers) ·
Matmut Atlantique (Bordeaux) ·
Stade Francis-Le Blé (Brest) ·
Stade Gabriel Montpied (Clermont) ·
Stade Bollaert-Delelis (Lens) ·
Stade Pierre-Mauroy (Lille) ·
Stade du Moustoir (Lorient) ·
Parc Olympique Lyonnais (Lyon) ·
Stade Vélodrome (Marseille) ·
Stade Saint-Symphorien (Metz) ·
Stade Louis II (Monaco) ·
Stade de la Mosson (Montpellier) ·
Stade de la Beaujoire (Nantes) ·
Allianz Riviera (Nice) ·
Parc des Princes (PSG) ·
Stade Auguste-Delaune (Reims) · 
Roazhon Park (Rennes) ·
Stade Geoffroy-Guichard (Saint-Étienne) ·
Stade de la Meinau (Strasbourg) ·
Stade de l'Aube (Troyes)
Stade François Coty (Ajaccio) ·
Stade de la Licorne (Amiens) ·
Stade de l'Abbé-Deschamps (Auxerre) ·
Stade Armand Cesari (Bastia) ·
Stade Michel d'Ornano (Caen) ·
Stade Gaston Gérard (Dijon) ·
Stade Marcel-Tribut (Dunkerque) ·
Stade des Alpes (Grenoble) ·
Stade du Roudourou (Guingamp) ·
Stade Océane (Le Havre) ·
Stade Marcel Picot (Nancy) ·
Stade des Costières (Nîmes) ·
Stade René Gaillard (Niort) ·
Stade Charléty (Paris) · 
Nouste Camp (Pau) ·
Stade Paul-Lignon (Rodez) ·
Stade Robert-Diochon (Quevilly-Rouen) ·
Stade Auguste Bonal (Sochaux) ·
Stadium Municipal (Toulouse) · 
Stade du Hainaut (Valenciennes)
Stade de France (Frans nationaal stadion) ·
Parc des Sports d'Avignon (Avignon) ·
Stade Gaston Petit (Châteauroux) ·
Stade Dominique Duvauchelle (Créteil) ·
Parc des Sports d'Annecy (Annecy) ·
Stade Ange Casanova (Gazélec Ajaccio) ·
Stade Francis-Le Basser (Laval) ·
Stade de la Source (Orléans) ·
Stade Bauer (Red Star) ·
Stade Jean-Bouin (Stade français) ·
Stade de la Vallée du Cher (Tours)